# Laura Ingalls Wilder
Laura Elizabeth Ingalls Wilder (født 7. februar 1867, død 10. februar 1957) var en amerikansk forfatter, som er bedst kendt for den selvbiografiske bogserie om Det Lille Hus på Prærien.

## Liv og ægteskab
Laura Ingalls Wilder blev født i staten Wisconsin, USA. Hendes forældre var Charles Phillip Ingalls og Caroline Lake (Quiner) Ingalls. Laura var barn nummer to ud af en søskendeflok på fem.
Laura boede i sin tidligste barndom i Wisconsins skove, men i starten af 1870'erne flyttede familien vestpå i prærievogn for at friste tilværelsen som nybyggere i USA's relativt ubeboede præriestater. I de efterfølgende år boede familien flere steder i USA's midtvestlige stater (og flyttede også i en periode tilbage til Wisconsin), men nybyggertilværelsens vilkår var barske: Mary blev blind af sygdom, og derudover var præriebrande, indianere og græshoppesværme blandt de plager, der gang på gang tvang familien til at opgive deres jordlodder og drage videre, indtil de endeligt slog sig ned i De Smet i South Dakota. 
Her begyndte Laura for første gang i sit liv at gå regelmæssigt i skole. Som 16-årig blev hun uddannet til lærerinde, og i de næste år bidrog Laura positivt til familiens altid pressede økonomi ved at undervise i egnens forskellige nybyggerskoler, indtil hun i 1885 giftede sig med landmanden Almanzo Wilder (1857-1949). 
Sammen fik Laura og Almanzo datteren Rose Wilder Lane (1886-1968), der senere blev forfatter og journalist, samt en unavngiven søn, der døde som spæd. Ægteskabets første år var præget af ulykker, som kulminerede med økonomisk ruin, efter at en usædvanlig lang tørkeperiode ødelagde høsten syv år i træk. 
Laura og Almanzo måtte forlade deres jord, og ernærede sig herefter som hhv. syerske og ved forefaldende arbejde, indtil de havde sparet nok penge sammen til at forlade De Smet og starte for sig selv igen. Herefter begav de sig i prærievogn mod Mansfield, Missouri, og købte en gård, Rocky Ridge Farm, hvor de boede resten af deres liv.

## Familien

### Faderen Charles Phillip Ingalls
Charles Phillip Ingalls (født 10. januar 1836 i New York, død 8. juni 1902 i De Smet, South Dakota) blev født i New York, hvorefter familien flyttede til De store skove i Wisconsin.
Han blev gift med Caroline Lake (Quiner) Ingalls 1. februar 1860, og de fik 5 børn sammen:
- Mary Amelia Ingalls
- Laura Elizabeth Ingalls, gift Wilder
- Caroline Celestia Ingalls, gift Swanzey (Carrie Ingalls)
- Charles Frederic Ingalls (Freddy)
- Grace Pearl Ingalls, gift Dow (Grace Ingalls)

Charles døde i De Smet, South Dakota 8. juni 1902, og der gav han sin datter, Laura Ingalls Wilder, sin elskede violin, som han havde lovet hende, da hun og Almanzo Wilder flyttede til Ozark bjergene i Missouri.

### Moderen Caroline Lake Quiner, gift Ingalls
Caroline Lake Quiner (født 12. december 1839, død 20. april 1924).
Da Caroline var 5 år, døde hendes far. 5 år senere giftede hendes mor, Charlotte Tucker Quiner, sig med Frederick Holbrock. Da Caroline blev 16 år, begyndte hun at undervise. Hun blev gift 1. februar 1860 med Charles Philip Ingalls.
Caroline døde 20. april 1924.

### Storesøsteren Mary Amelia Ingalls
Mary Amelia Ingalls (født 10. januar 1865 nær Pepin, Wisconsin, død 20. oktober 1928) var ældste barn af Caroline og Charles Ingalls.
Efter at have været alvorligt syg med skarlagensfeber blev Mary som 14-årig fuldstændig blind, men hun fik alligevel en uddannelse: fra 1881 var hun indskrevet på Iowa College for the blind, hvorfra hun dimitterede i 1889. Mary var en meget dygtig studerende. Hun lærte, foruden at læse og skrive ved hjælp af Braille-alfabetet, musik på skolen samt håndværksmæssigt arbejde som perlebroderi og syning.
Mary giftede sig aldrig, og hun vendte efter sit skoleophold tilbage for at bo først med sine forældre i De Smet, South Dakota, siden hos sine søstre Carrie og Grace.
At skarlagensfeber skulle være årsagen til Mary Ingalls' blindhed, er sandsynligvis en detalje, som Laura Ingalls Wilder har fundet på. Et studie offentliggjort i 2013 peger i stedet på meningitis som den sandsynlige årsag.

### Lillesøsteren Caroline Celestia Ingalls, gift Swanzey (Carrie Ingalls)
Caroline Celestia Ingalls Swanzey (født 3. august 1870 i Kansas, død 2. juni 1946). I Det lille hus-serien var Carrie allerede født i De store skove i Wisconsin, men i virkelighedens verden blev hun født i Kansas.
I De Smet, South Dakota begyndte Carrie at arbejde som journalist på den daglige avis. 
Carrie mødte minearbejderen David N. Swanzey, som hun blev gift med d. 1. august 1912. Selvom de aldrig fik nogen børn sammen, havde David to børn, Mary og Harold, fra sit forrige ægteskab. Den lille familie boede i Keystone.
Carrie døde af sygdom 2. juni 1946 og efterlod Laura Ingalls Wilder som det sidste medlem af Ingalls-familien.

### Lillebroderen Charles Frederic Ingalls
Charles Frederic Ingalls (født 1. november 1875, død ca. september 1876) var Lauras eneste lillebror. Han døde som baby – ingen er helt sikre på, hvornår Freddy døde, men historikere har fastlagt det til ca. 10 måneder efter fødslen, da familien Ingalls var på vej til Burr Oak, Iowa. Man kan læse mere om det i bogen Old Town in the Green Growes af Cynthia Rylant.

### Lillesøsteren Grace Pearl Ingalls, gift Dow
Grace Pearl Ingalls Dow (født 23. maj 1877 i Burr Oak, Iowa, død 10. november 1941) blev født i Burr Oak, Iowa, hvor familien Ingalls bestyrede et hotel. 
Grace var kun 8 år, da Laura forlod hjemmet for at gifte sig med Almanzo Wilder. 
Hun blev lærer ligesom Laura og underviste i Manchester, South Dakota. 
Hun giftede sig 16. oktober 1901 med Nathan William Dow, hvorefter de flyttede til Manchester for at bo. Der boede de, indtil Caroline Ingalls' død, hvorefter de tog hjem og boede sammen med Mary Ingalls. 
Grace fik aldrig nogen børn. 
Grace døde 10. november 1941 af diabetes.

### Datteren Rose Wilder Lane
Rose Wilder Lane (5. december 1886 – 30. oktober 1968) var en amerikansk journalist, rejseskribent og forfatter. Hun var det første og eneste overlevende barn af Laura Ingalls Wilder og Almanzo Wilder.
Rose Wilder Lane blev den 24. marts 1909 gift med Claire Gillette Lane. Sammen fik de en søn, som døde ved fødslen.

## Forfatterskabet
Laura begyndte sin karriere som forfatter relativt sent i livet. I 1911 blev hun fast skribent for landbrugsbladet Missouri Ruralist, men hendes egentlige litterære karriere begyndte først, da hun i 1930'erne begyndte at publicere sine Lille hus-bøger. 
Laura havde i 1930 bedt sin datter Rose, der på det tidspunkt var en relativ kendt journalist, give sin mening om et biografisk manuskript, som hun kaldte Pioneer Girl. Påvirket af sin mors og sin søster Marys død havde Laura lyst til at skrive sine erindringer, og håbede i samme omgang at kunne skabe en ekstra indkomst, efter Almanzo og hun ved børskrakket i 1929 mistede alle deres investerede penge. Men i stedet for at udgive en enkelt bog endte Laura med at skrive en hel serie om sine erindringer fra pionertiden.
Selvom serien overvejende er bygget på Lauras virkelige oplevelser, forekommer der diskrepanser i forhold til visse hændelsers faktiske forløb. Fx optræder lillesøster Carrie allerede i Lauras første bog Det lille hus i de store skove, selvom hun i virkeligheden først blev født i Kansas i 1870, efter familien havde forladt Wisconsin. 
Lauras døde lillebror Fredrick nævnes slet ikke i bøgerne. Caroline, Lauras mor, skulle engang have udtalt "at havde blot Freddy levet, havde alt været anderledes", og sandt er det, at nybyggerfamilien godt kunne have brugt en ekstra mands arbejdskraft. Pionerlivets hårde kår beskrives i Lauras bøger, men tonen er, helt ulig Carolines udtalelse, gennemgående positiv med fokus på familiens sammenhold, og bøgerne er fyldt med detaljerede beskrivelser af periodens hverdagsliv, mode og livssyn. 
Allerede i midten i 1930'erne sikrede Lauras bøger familien en stabil indkomst, og siden er deres popularitet vokset til en million-forretning, der blandt andet har affødt adskillige tv-serier.